# STX Europe
STX Europe, de voormalige Aker Yards, is een Noors scheepsbouwbedrijf. De scheepsbouwer is eigendom van het Zuid-Koreaanse chaebol STX Corporation. 

## Geschiedenis
In 2004 werden de scheepsbouw-activiteiten van Aker ASA samengevoegd met die van Kværner, het nieuw ontstane bedrijf kreeg de naam Aker Yards. In april 2006 kocht Aker Yards het Franse Alstom Marine op. Alstom Marine is bekend met zijn scheepswerf "Les Chantiers de l'Atlantique", waar de Queen Mary 2 werd gebouwd.
Tijdens het jaar 2007 reduceerde het moederbedrijf de hoeveelheid aandelen in Aker Yards. Uiteindelijk zou aan het einde van het jaar STX Corporation bijna 40% van de aandelen in bezit hebben, terwijl Aker ASA geen aandeelhouder meer was. Op 3 november 2008 kreeg Aker Yards haar huidige naam en in februari 2009 verdween het van de Oslo Stock Exchange.
In 2009 was STX Europe de grootste scheepsbouwer in Europa en de op drie na grootste in de wereld. Het  had 15 scheepswerven in Noorwegen, Finland, Duitsland, Roemenië, Brazilië, Frankrijk, Oekraïne en Vietnam. Verder heeft STX Europe ook nog 30% van de aandelen van Wadan Yards, een scheepsbouwer met twee werven in Duitsland en één in Oekraïne, deze waren vroeger eigendom van STX Europe. Het bouwt voornamelijk cruiseschepen, ferry’s, koopvaardijschepen, offshore en speciale schepen zoals onderzoeksvaartuigen, marineschepen, kustwachtschepen en tal van "support vessels".
In 2010 vormden STX Finland en het Russische staatsbedrijf United Shipbuilding Corporation (USC) een joint venture gespecialiseerd op het gebied van ijsklasse schepen, waaronder ijsbrekers. Beide bedrijven nemen een 50% aandelenbelang in Arctech Helsinki Shipyard Oy. Deze joint venture neemt de scheepswerf in Helsinki over. Op 10 december 2010 kreeg Arctech Helsinki Shipyard al de eerste opdracht ter waarde van $ 200 miljoen voor de bouw van twee speciale bevoorradingschepen. Deze twee gaan varen in een gebied met veel ijsvorming waardoor ze ook als ijsbrekers moeten functioneren. De eerste van de twee schepen, de Vitus Bering werd op 21 december 2012 afgeleverd. Eind 2013 werd bekend dat USC alle aandelen in Arctech Helsinki Shipyard van STX zal overnemen voor 20 miljoen euro.
In 2011 werd STX Europe gesplitst. Een deel van de activiteiten werden gegroepeerd in een nieuwe onderneming, STX OSV Holdings Limited, welke een beursnotering kreeg in Singapore. Het hoofdkantoor bleef in Noorwegen en het bedrijf beschikte over negen scheepswerven, waarvan vijf in Noorwegen, twee in Roemenië, een in Brazilië en een in Vietnam. Op deze werven werkten circa 9.000 personen. STX Europe verkocht in deze beursgang ongeveer 30% van haar belang in STX OSV. Medio 2011 verkocht zij nog eens bijna 19% van de aandelen in STX OSV waarmee haar meerderheidsbelang reduceerde tot 50,75% In januari 2013 kocht Fincantieri, een Italiaans staatsbedrijf, alle resterende aandelen van STX OSV van STX Europe voor ongeveer 455 miljoen euro. De naam van STX OSV veranderde korte tijd later in Vard.
Na de splitsing en verkoop van haar belang in STX OSV bestaat STX Europe alleen nog uit de werven in Finland, Noorwegen en Frankrijk.
In september 2013 werd de sluiting van de werf in Rauma aangekondigd. De onderneming hoopte met deze kostenbesparing de reeks van zes achtereenvolgende jaren met verlies te eindigen en weer winstgevend te worden. De werf sloot in juli 2014 en het werk werd verplaatst naar de scheepswerf in Turku. Deze actie zorgde voor een verlies van circa 700 van de eerder 2.500 banen.
Op september 2014 hebben Meyer Werft en de Finse staat het gehele aandelenkapitaal van STX Finland van STX Europe overgenomen. Meyer Werft heeft 70% van de aandelen en is hoofdverantwoordelijk voor de activiteiten op de werf. De andere 30% van de aandelen is in handen van de Finse staat. TUI AG heeft in 2014 twee cruiseschepen bij de werf besteld waarmee de werkgelegenheid op de Finse werf voor enige tijd is zeker gesteld. De nieuwe naam van de werf is Meyer Turku geworden.

## Scheepswerven

### STX Europe
- STX Finland Cruise Oy (in Helsinki, Rauma en Turku)
- STX France Cruise SA
- STX Norway Florø AS (in Florø)

### STX SVO
- STX Norway Offshore AS (in Aukra, Brevik, Langsten, Brattvaag en Søviknes)
- STX RO Offshore Braila SA and STX RO Offshore Tulcea SA
- STX Brazil Offshore SA
- STX Vietnam Offshore Ltd.

### Gedeeltelijk eigendom
- Wadan Yards Germany (in Wismar en Rostock-Warnemünde)
- Wadan Yards Ukraine